# Han Bennink

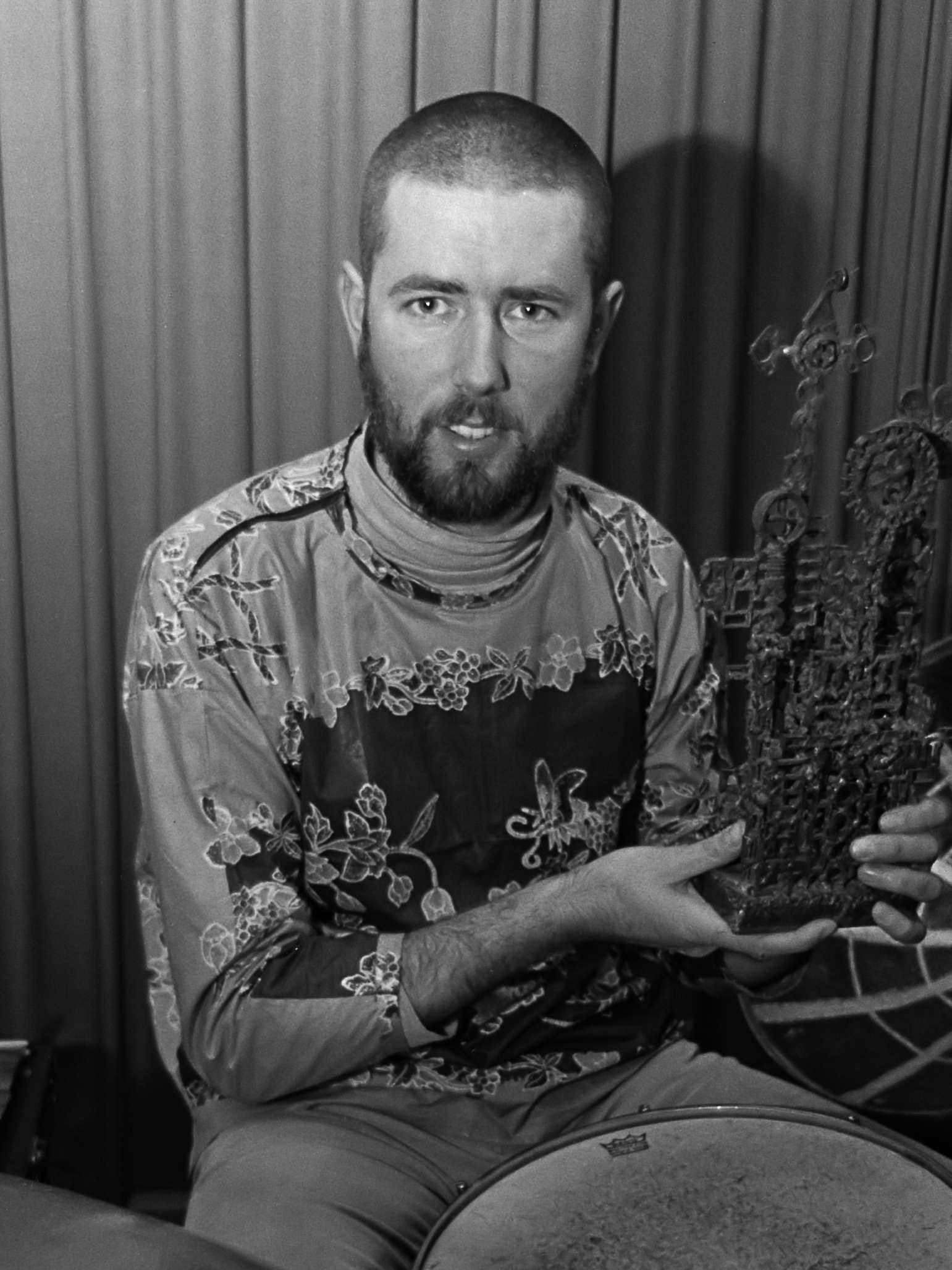
Wessel Ilcken Prijs voor Han Bennink, 1967

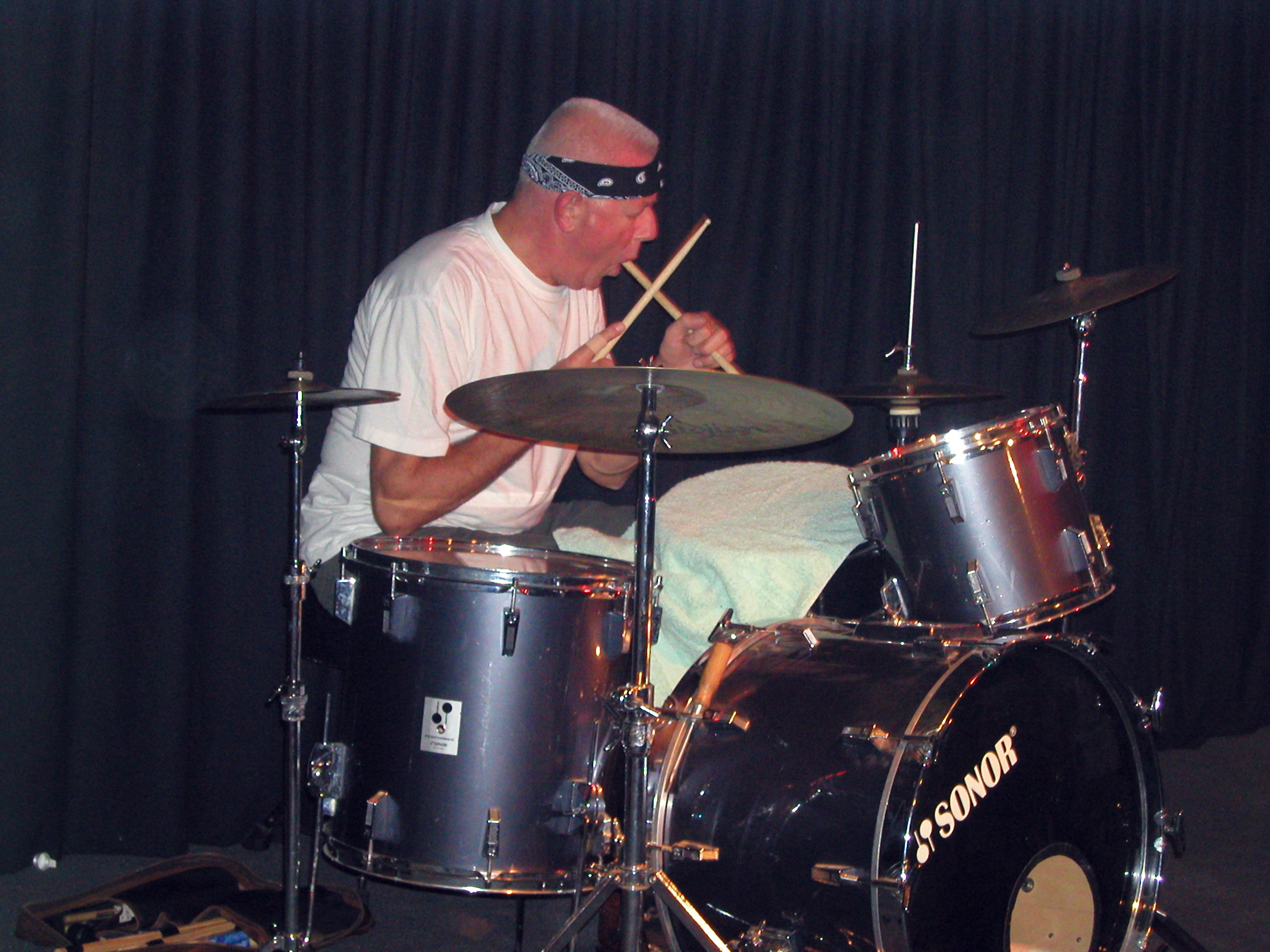
Han Bennink in Weikersheim, 2005

Han Bennink (Zaandam, 17 april 1942) is een Nederlands jazzdrummer, percussionist, multi-instrumentalist en beeldend kunstenaar.
Bennink werd geboren als de zoon van een klassiek slagwerker. Hij speelde al op jonge leeftijd op trommels en op klarinet. In de jaren 60 drumde hij bij een aantal Amerikaanse artiesten die Nederland bezochten, zoals Dexter Gordon, Johnny Griffin, Sonny Rollins, Wes Montgomery en Eric Dolphy (hij is te horen op Dolphy's album Last Date uit 1964). Bennink ontwikkelde zich in de daaropvolgende jaren in de opkomende freejazz en geïmproviseerde muziek wereld tot een markante persoonlijkheid. In 1963 vormde hij een kwartet met de pianist Misha Mengelberg en de saxofonist Piet Noordijk. Zij werkten samen met verschillende bassisten en speelden in 1966 op het Newport Jazz Festival. In 1967 was hij in samenwerking met Misha Mengelberg en Willem Breuker medeoprichter van de Instant Composers Pool, die de Nederlandse avant-gardemuziek propageerde. Het is een middelgrote groep bestaande uit muzikanten die af en toe samen spelen.
Vanaf de jaren 60 speelde hij in een trio met saxofonist Peter Brötzmann en de Belgische pianist Fred Van Hove. Na het vertrek van Van Hove in 1976 gingen ze als duo verder. Gedurende een groot deel van de jaren 90 speelde Bennink in Clusone 3 (ook genoemd: het Clusone Trio). Dit was een trio met saxofonist en clarinettist Michael Moore en cellist Ernst Reijseger. Een ander trio was met Ray Anderson en Christy Doran. In de jaren 90 en 2000 trad hij soms op met The Ex. Hij speelde sinds 1959 regelmatig samen met Misha Mengelberg en improviseert veel samen met andere musici.
Naast deze langdurige samenwerkingsverbanden heeft Bennink een aantal soloprojecten gedaan (optredens en albums). Bijvoorbeeld Tempo Comodo uit 1982, dat een soloalbum is waarop hij met vele geïmproviseerde muziek en free jazz-renommé's samenwerkt zoals Derek Bailey, Eugene Chadbourne, Conny Bauer, Don Cherry en Alexander von Schlippenbach en met meer conventioneel spelende artiesten als Lee Konitz.
Bennink drumt in verschillende stijlen, variërend van conventionele jazz tot vrije en uiterst eigenzinnige improvisaties, waarvoor hij alles wat hem op het podium voor de handen komt als percussie-instrument gebruikt (stoelen, muziekstandaards, instrumentenkoffers); ook zijn eigen lichaam (bijvoorbeeld een drumstick in zijn mond, die hij met een andere bespeelt; ook zet hij zijn (berg)schoenen vaak op de kleine trom). Daarbij gebruikt hij het hele podium en de ruimte eromheen (vloeren, deuren en muren). Ook gebruikt hij vaak vogelfluitjes en andere instrumenten die zijn fantasie aanwakkeren. Han Bennink is een multi-instrumentalist; op zijn plaat Calling Down The Flevo Spirit met Kees Hazevoet bespeelt hij onder meer banjo, saxofoon, klarinet en viool. Tijdens een bijzonder spectaculair optreden in Toronto in de jaren 90 plaatste hij een loeiende sirene op het podium.
Als opgeleid graficus heeft Bennink veel van zijn cd-boekjes zelf ontworpen. Op zijn website is te zien dat hij naast tekeningen ook plastische objecten vervaardigt, die in de traditie van Fluxus lijken te staan. Han Bennink is de broer van de saxofonist Peter Bennink.

## Prijzen
- 1967 - Wessel Ilcken Prijs
- 2008 - European Jazz Prize 2008 - Hans Koller Preis
- 2023 - Edison Oeuvreprijs